# Gelasinospora saitoi
Gelasinospora saitoi är en svampart som först beskrevs av Udagawa, och fick sitt nu gällande namn av Arx 1982. Gelasinospora saitoi ingår i släktet Gelasinospora och familjen Sordariaceae.   Inga underarter finns listade i Catalogue of Life.